# São João da Lagoa
São João da Lagoa est une municipalité brésilienne de l'État du Minas Gerais et la microrégion de Montes Claros.